# Kerry Quinn
Kerry Quinn (ur. 18 marca 1988 r.) – amerykański wioślarz.

## Osiągnięcia
- Mistrzostwa Świata Juniorów – Amsterdam 2006 – czwórka ze sternikiem – 7. miejsce[1].
- Mistrzostwa Świata – Poznań 2009 – ósemka wagi lekkiej – 2. miejsce[1].